# Caulleriella retusiseta
Caulleriella retusiseta är en ringmaskart som beskrevs av Anne D. Hutchings och Murray 1984. Caulleriella retusiseta ingår i släktet Caulleriella och familjen Cirratulidae. Inga underarter finns listade i Catalogue of Life.